# Cátgut

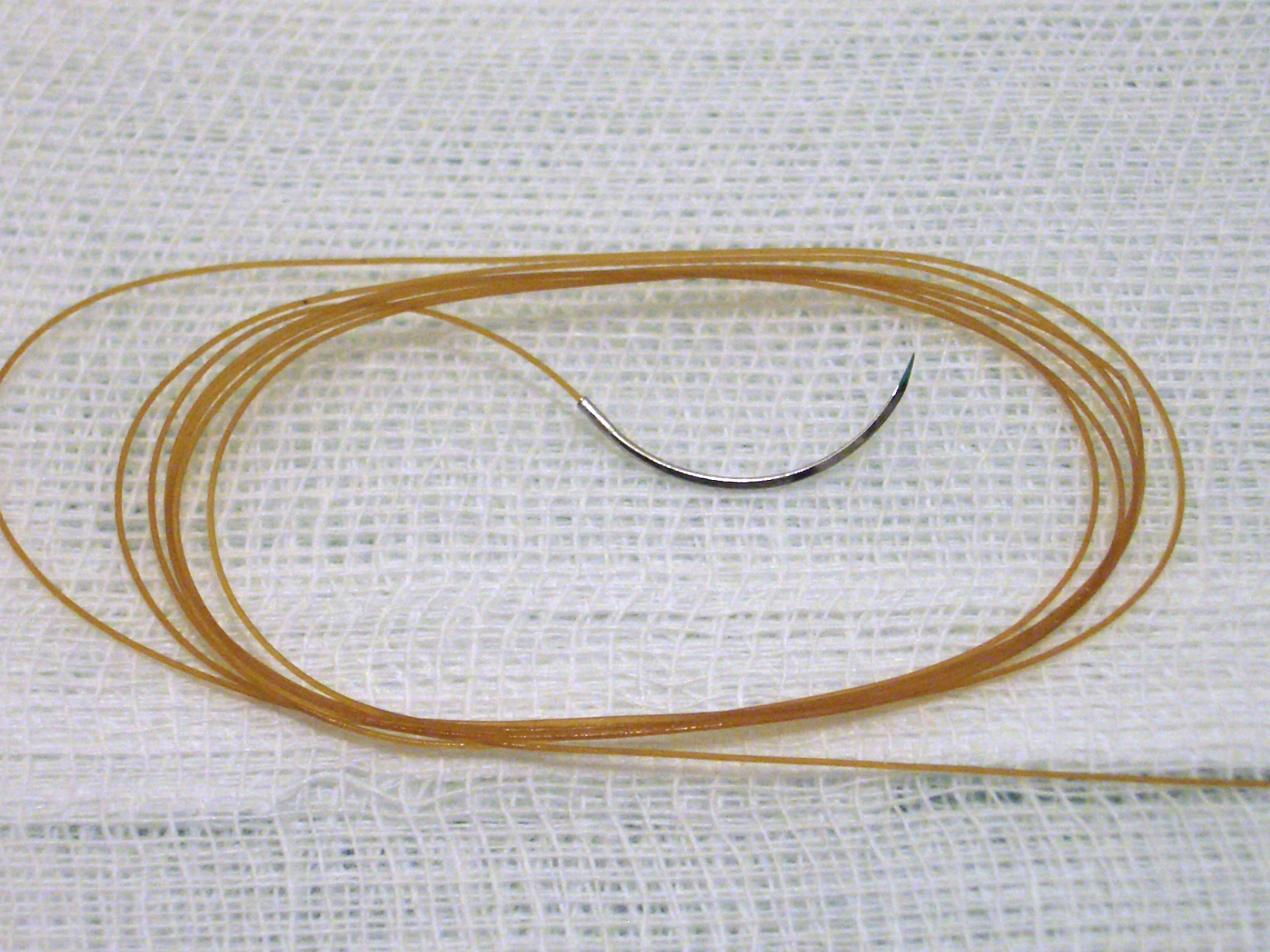
Catgut enhebrado en aguja para sutura quirúrgica.

El cátgut (del inglés catgut) es un tipo de hilo quirúrgico que es absorbido por los tejidos. Las hebras de catgut eran obtenidas del intestino de ovinos, hebras que podían llegar a medir hasta unos 90 cm. y que tenían una gran resistencia, motivo por el cual antiguamente fue utilizada por pescadores para elaborar sus redes de pesca. Murcia (España) es una de las zonas de donde se tiene alguna referencia de su elaboración  y antes de 1900 las mejores cuerdas  para instrumentos musicales eran de este material. 
El cátgut es un material que ha gozado del favor médico. Los comienzos de su producción industrial datan de 1869 cuando Carl Braun inició su colaboración con el doctor Franz Kuhn. Su importancia es tanta que se utiliza en toda clase de sutura, inclusive para cerrar el corte de la cesárea. Hay cirujanos que cierran la incisión uterina con un surcete doble de puntos cruzados de cátgut crómico. Actualmente está prohibido su uso en todos los países de la Unión Europea, a raíz de la aparición de la "enfermedad de la vaca loca" para evitar posibles contagios de los tejidos humanos. Sin embargo en América Latina sigue utilizándose porque no existe prueba de que sea un vehículo de contagio de la enfermedad de la vaca loca y por el bajo coste de este material.

## Cátgut simple
Cátgut simple es el nombre genérico de una sutura absorbible hecha del entrelazamiento conjunto de filamentos de colágeno purificado obtenido de los intestinos bovinos u ovino. El hilo natural simple es tratado con precisión con el fin de alcanzar un carácter de monofilamento y además es tratado con una solución que contiene glicerol. El cátgut simple es absorbido mediante proteólisis o hidrólisis enzimática al cabo de ocho a diez días. Su uso se indica para afrontar tejido subcutáneo y cerrar pequeños vasos sanguíneos severados. Su uso es también frecuente en operaciones del estrabismo, suturar la conjuntiva, cirugía urológica, dental, gastrointestinal, subcuticular, obstetricia y ginecología.

### Detalles
- Composición: cátgut simple.
- Resistencia a la tensión: retención de la resistencia por lo menos catorce días.
- Estructura: monofilamento.
- Origen: serosa bovina.
- Tipo de absorción: digestión enzimática completada en setenta días.
- Color hilo: beis natural.
- Tamaños disponibles: USP 6/0 (1 métrico) a USP 3 (7 métrico).
- Esterilización: radiación gamma.

### Ventajas
- Gran resistencia a la tensión al tirar del nudo.
- Buena seguridad del nudo debido a una terminación especial de la superficie.
- Lisura mejorada debido a la presentación seca del hilo.
- Excelentes cualidades para su manejo.
- No requiere retirar los puntos.

### Desventajas
En una herida infectada el cátgut puede ser reabsorbido con mucha rapidez, lo que puede ocasionar una hemorragia secundaria. Su alta velocidad de absorción lo hace inconveniente para heridas en lugares del cuerpo sometidas a fuerzas de separación porque no dura lo suficiente para resistir la tracción de estas zonas.

## Cátgut crómico
Cátgut crómico es el nombre genérico de una sutura absorbible hecha del entrelazamiento conjunto de filamentos de colágeno purificado obtenido de los intestinos bovinos. El producto final es tratado con sales de cromo, por lo que el crómico ofrece aproximadamente el doble de tiempo de espera de sutura que el cátgut simple. El hilo natural crómico es tratado con precisión con el fin de alcanzar un carácter de monofilamento y además es tratado con una solución que contiene glicerol. El cátgut crómico es absorbido mediante degradación enzimática al cabo de 18 a 21 días.

### Detalles
- Composición: colágeno natural purificado.
- Tratamiento: tratamiento con una solución que contiene glicerol y cromo.
- Estructura: monofilamento.
- Origen: serosa bovina.
- Tipo de absorción: digestión enzimática completada desde noventa días. Fuerza tensil cinco mil días
- Color hilo: castaño.
- Tamaños disponibles:  USP 6/0 (1 métrico) a USP 3 (7 métrico).
- Esterilización: radiación gamma.

### Indicaciones
Estrabismo, plástico, piel, urológica, pediátrica, otorrinolaringología, dental, oral, obstetricia, ginecología. La sutura de fascia y peritoneo, así como la sutura de grandes vasos suele hacerse con cátgut crómico junto con seda.

### Ventajas
- Alta resistencia a la tensión al tirar del nudo.
- Buena seguridad del nudo debido a una terminación especial de la superficie.
- Lisura mejorada debido a la presentación seca del hilo.
- Excelentes cualidades para su manejo.
- No requiere retirar los puntos (es absorbible).